# Fujio Yoshida
Pour les articles homonymes, voir Yoshida.
Fujio Yoshida (吉田 ふじを, Yoshida Fujio)  (5 octobre 1887-1er mai 1987) est une artiste japonaise. Elle était la première artiste féminine parmi les artistes de la famille Yoshida.

## Biographie
Fujio Yoshida est la fille de l'artiste Kasaburo Yoshida et de sa femme Rui Yoshida (en). Elle épouse l'artiste Hiroshi Yoshida. Formée dès son plus jeune âge au style occidental, elle réalise des aquarelles, des huiles et des estampes naturalistes et abstraites. Ses peintures de fleurs agrandies sont parfois, et peut-être incorrectement, associées à l’œuvre de Georgia O'Keeffe. 
Faute d'avoir un garçon, ses parents adoptent un élève de son père, Hiroshi Ueda. Après la mort de père, c'est Hiroshi qui inscrit Fujio Yoshida dans certains des meilleurs studios occidentaux à Tokyo, Hiroshi épouse la jeune femme en 1907. 
Fujio Yoshida se rend aux États-Unis, avec son mari en 1903-1905, ils y organisent leur première exposition. À seulement 16 ans, Fujio Yoshida connait un succès instantané de la part du monde de l'art américain, admiré pour sa beauté et ses kimonos exotiques, mais encore plus pour ses gracieuses scènes d'aquarelle du Japon. 
Elle vend presque autant de pièces que son mari lors de ce voyage et des séjours Fujio Yoshida participe aux expositions de Bunten et reçoit des honneurs. Elle expose avec Taiheiyō-Gakai (société pacifique pour la peinture) et a contribué à la création de Shuyōkai (Société de la feuille vermillon), la société d'art pour les femmes. 
Fujio Yoshida perd un premier enfant en 1911. En proie au chagrin, elle cesse de peindre pendant près de 10 ans. En 1911, son premier fils, Tōshi Yoshida naît, mais il contracte la polio et est partiellement paralysé. Un deuxième fils, Hodaka Yoshida (en), naît en 1926. Ses deux fils deviennent eux-aussi artistes.  
Après la mort de son époux en 1950, Fujio Yoshida vit d'abord dans la famille de son fils Tōshi, puis avec la famille de Hodaka. Influencée par l'art abstrait de ce dernier, elle réalise en 1949 des peintures de fleurs abstraites à l'huile, à l'aquarelle et en 1953 sur des estampes sur bois. 
Fujio Yoshida publie son autobiographie, Shuyō no ki en 1978. En 1980, elle tient sa première exposition personnelle à Tokyo. Elle décède en 1987, quelques jours avant son centième anniversaire.

## Reconnaissance
Une exposition importante et très importante de son travail est organisée par le Fuchu Art Museum, près de Tokyo, en 2002. Le traitement de la lumière y est considéré comme l'élément différenciant clairement son travail de celui de son mari. Le Minneapolis Institute of Arts montre ses œuvres dans une exposition intitulée « A Japanese Legacy: Four Generations of Yoshida Family Artists. 